# Foued Hadded
Foued Hadded (sinh ngày 1 tháng 11 năm 1990) là một cầu thủ bóng đá người Algérie thi đấu cho DRB Tadjenanet ở vị trí tiền vệ.